# Tetramesa stipae
Tetramesa stipae is een vliesvleugelig insect uit de familie Eurytomidae. De wetenschappelijke naam is voor het eerst geldig gepubliceerd in 1901 door De Stefani.